# Capacidade de carga

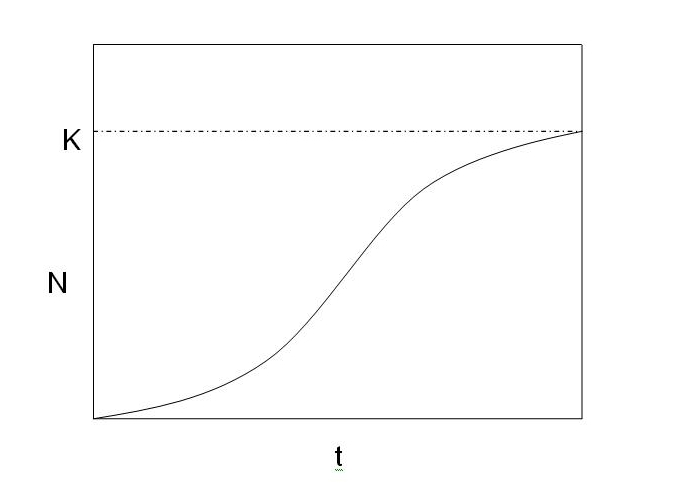
Gráfico mostrando a definição de capacidade de carga usada em ecologia: no eixo das ordenadas, o tamanho populacional (N) estabiliza quando chega perto da capacidade de carga (K) atingido após algum tempo (t, representado no eixo das abcissas).

A capacidade de carga de um meio ambiente é o tamanho populacional máximo de uma espécie biológica que o meio pode sustentar indefinidamente, ao considerar alimento, habitat, água e outras necessidades disponíveis no ambiente. Na biologia populacional, a capacidade de carga é definida como a carga máxima do ambiente, que é diferente do conceito de equilíbrio populacional. Seu efeito sobre a dinâmica populacional pode ser aproximado de um modelo logístico, embora esta simplificação ignore a possibilidade de superação que sistemas reais podem apresentar.
Para a população humana, as variáveis mais complexas, como saneamento e assistência médica, são muitas vezes consideradas como parte do estabelecimento necessário. Com o aumento da densidade populacional, a taxa de natalidade muitas vezes diminui, enquanto a taxa de mortalidade normalmente aumenta. A diferença entre as taxas de natalidade e mortalidade é o "crescimento natural".
A capacidade de carga é o número de indivíduos que um ambiente pode suportar, sem impactos negativos significativos para o organismo e o seu ambiente. Abaixo da capacidade de carga, populações normalmente aumentam, enquanto acima, elas geralmente diminuem. Um fator que mantém o tamanho da população no estado de equilíbrio é conhecido como fator regulador. O tamanho da população diminui acima de capacidade de carga devido a uma série de fatores, dependendo da espécie, mas pode incluir espaço, abastecimento alimentar, ou luz solar insuficientes.
A capacidade de um ambiente pode variar para diferentes espécies e pode mudar ao longo do tempo devido a uma variedade de fatores, incluindo: a disponibilidade de alimentos, o abastecimento de água e as condições ambientais e de espaço vital. As origens do termo "capacidade de carga" são incertas, sendo que há pesquisadores que afirmam que ele era usado "no contexto do transporte marítimo internacional" ou que ele foi usado pela primeira vez durante experimentos de laboratório com microrganismo no século XIX. Uma revisão recente encontra o primeiro uso do termo em um relatório de 1845 do Secretário de Estado dos EUA para o Senado.